# LOSERS
『LOSERS』（ルーザーズ）は、山本隆一郎による日本の漫画。『週刊漫画ゴラク』（日本文芸社）にて2018年11月16日号より連載中。
コンビニで働く元ボクサーの主人公が、薬物を斡旋して来た先輩アルバイトとの諍いを契機に、大阪のヤクザおよびアウトロー社会の人間関係の中に巻き込まれていく。

## 登場人物

### 主要人物
志水 哲太（しみず てった）
本作の主人公。23歳。元ボクサーであり、現在はコンビニで働くアルバイト。
轟 魔理雄（とどろき まりお）
二十代。閻魔兄弟の兄。轟昇誠の隠し子。広域指定暴力団浪速閻魔会十河組組員。浪速閻魔会の五代目会長に立候補する。
十代のころに名門と言われる赤部会徹騎組に世話になっていたことがあり、現会長の北条輝明が後見人を務める。
轟 累時（とどろき るいじ）
二十代。閻魔兄弟の弟。轟昇誠の隠し子。ギャングチーム「トリプルナイン」を率いる。

### 暴力団員と関係者
轟 昇誠（とどろき しょうせい）
広域指定暴力団浪速閻魔会の四代目会長。急性心不全にて既に死亡。
十河 一（そがわ はじめ）
広域指定暴力団浪速閻魔会の若頭および十河組相談役。癌に蝕まれている。
片桐 仁吾
広域指定暴力団浪速閻魔会の若頭補佐および片桐組組長。
菊岡 広美
広域指定暴力団浪速閻魔会の若頭補佐および菊光会会長。
南出 勝
広域指定暴力団浪速閻魔会の若頭補佐および南出組組長。
須賀 勝利
広域指定暴力団浪速閻魔会の若頭補佐および竜星組組長。
伊野尾 英明
広域指定暴力団浪速閻魔会の若頭補佐および伊野尾組組長。
宇治田 雅之
広域指定暴力団浪速閻魔会の若頭補佐および五天組組長。
浜 将吾
広域指定暴力団浪速閻魔会の若頭補佐および美浜組組長。
木村 常彦
広域指定暴力団浪速閻魔会の本部長および木村組組長。
源田 亘児
広域指定暴力団浪速閻魔会の舎弟頭および源田組組長。
黒木
広域指定暴力団浪速閻魔会の十河組組長代行。閻魔会きっての武闘派と言われる。
楠見
広域指定暴力団浪速閻魔会の十河組組員。Club Rouge Noinの管理役。ヘジョンとカナコを厳しく管理する。
真島
広域指定暴力団浪速閻魔会の十河組組員。魔理雄と行動を共にする。
北条 輝明（ほうじょう てるあき）
赤部会徹騎組の現会長。日本の裏社会のドンと言われる。魔理雄の後見人を内諾する。
轟 ゆかり
轟 昇誠の正妻。子供に恵まれなかった。
ヘジョン
娼婦。源氏名はひかる。外国籍を持つ。
カナコ
娼婦。ヘジョンの同僚で友人。客から激しい暴力を受けて入院している。
森
片桐の命令により、仲間二人を連れて魔理雄の宿泊する梅田のホテル6015号室を襲撃する。

### 一般人
沼津
志水と同じコンビニで働く職場のアルバイトの先輩。志水に覚醒剤を斡旋する。
九原
沼津に覚醒剤を卸している。片桐組と通じていた。累次の連れ合いの中学生の兄弟に覚醒剤を斡旋したことにより、累次に狙われていた。
鈴木
出身は和歌山。久原と行動を共にする。塁時の右フックで飛ばされてコンビニのガラスを割り、気絶する。
前川
マエカワジムを運営。ボクサーとしての志水を育て上げた。ボクシングを辞めようとする志水を引き留めるが、果たせなかった。その後、失意の中で急逝。
倉橋
志水に復帰を薦める。志水の元セコンド。

## 組織・団体など
浪速閻魔会
組員三万人を超える任侠団体。大阪のミナミ・キタの繁華街に縄張りを有し、日本の裏社会では”西の顔”とされている。
赤部会徹騎組
神戸に居を構える名門。会長は北条輝明。
閻魔会七人衆
広域指定暴力団浪速閻魔会の七人の若頭補佐（片桐 仁吾、菊岡 広美、南出 勝、須賀 勝利、伊野尾 英明、宇治田 雅之、浜 将吾）を指す。轟兄弟が次期会長に推薦されたのを機に結託しようとする。
Club Rouge Noin
楠見が管理する風俗店。ヘジョンとカナコが働いている。

## 書誌情報
- 山本隆一郎『LOSERS』 日本文芸社〈ニチブンコミックス〉、全5巻
  1. 2019年3月29日発売[2]、ISBN 978-4-537-13897-9
  2. 2019年6月28日発売[3]、ISBN 978-4-537-13942-6
  3. 2019年9月9日発売[4]、ISBN 978-4-537-13976-1
  4. 2019年12月27日発売、ISBN 978-4-537-14182-5
  5. 2020年2月28日発売、ISBN 978-4-537-14211-2